# Carex perakensis
Carex perakensis är en halvgräsart som beskrevs av Charles Baron Clarke. Carex perakensis ingår i släktet starrar, och familjen halvgräs.

## Underarter
Arten delas in i följande underarter:
- C. p. borneensis
- C. p. perakensis
- C. p. vansteenisii